# Magnus Aurivillius
Magnus Aurivillius, född 12 februari 1673 i Uppsala, död 3 juni 1740 i Karlstad, var en svensk kyrkoman, Karl XII:s biktfader, superintendent och riksdagsman.

## Biografi
Magnus Aurivillius var son till professorn och rektorn vid Uppsala universitet Petrus Aurivillius och Margareta Blix som via mödernet härstammade från Johannes Olai Anthelius. Fadern dog tidigt, och han togs omhand av sin mor och farbror. Han skrevs in vid universitetet vid sju års ålder, och disputerade 1693 för sin farbroder Ericus Aurivillius samt återigen 1699. Han prästvigdes 16 augusti 1701 och fick tjänst i Sankta Klara församling i Stockholm, där han gjorde sig känd som predikant.
11 september 1703 tog han tjänst som fältpredikant, begav sig till Polen, och hamnade så småningom vid Arvid Horns ambassad i Warschawa, där han tillfångatogs. Efter några månader frigavs han och blev notarie och sedan hovpredikant. Det berättas att en muskötkula stoppades av att han hade Bibeln under armen, och han hade annars troligen dött. 1709 blev han Karl XII:s biktfader och överhovpredikant (1713–1715). Han höll vid jultid, efter slaget i Poltava, en predikan, som utgick från Nehemia 8:10, för det svenska fältlägret i Bender som blev mycket uppskattad. Kungen värdesatte honom högt, och han blev såsom biktfader dennes rådgivare. 1713, efter kalabaliken i Bender, tillfångatogs han än en gång, av turkarna, men släpptes efter en kort tid. 
Samma år utnämndes han till kyrkoherde i Maria Magdalena församling i Stockholm, men Karl XII ville inte låta honom lämna sig, så han tillträdde först 1715. Han deltog i riksdagarna 1719, 1720, 1726, 1731, 1734 och 1738. 1730 utnämndes han till superintendent i Karlstad, och två år senare till teologie doktor primus i Uppsala. Flera skrifter av honom finns bevarade vid Uppsala universitetsbibliotek, såsom hans självbiografi, brev, predikningar och tal. 
1715 gifte han sig med Margareta Christina von Numers, dotter till överstelöjtnanten vid livgardet, Carl von Numers och Christina Påhl. De blev föräldrar till Carl Aurivillius och Samuel Aurivillius. Han avled 1740 och begravdes i Uppsala domkyrkas kor.